# Aleksandr Sjisjkov
Aleksandr Semjonovitj Sjisjkov (ryska: Александр Семёнович Шишков), född 20 mars (gamla stilen: 9 mars) 1754 i Moskva, död 21 april (gamla stilen: 9 april) 1841 i Sankt Petersburg, var en rysk sjöofficer, politiker och författare.
Sjisjkov inträdde i sjökrigstjänst och företog 1776 en äventyrlig treårig expedition från Kronstadt till Svarta havet. Under Gustav III:s ryska krig kommenderade han 1790 fregatten "Nikolaj" i Vasilij Tjitjagovs eskader. Han blev sedan chef för sjökrigskansliet, viceamiral och medlem av amiralitetskollegiet, men övergick efter Alexander I:s tronbestigning (1801) till litteraturen. Redan 1796 invald i ryska vetenskapsakademien, fördjupade han sig i studiet av kyrkslaviska språket och ställde sig avogt mot nya rörelser i vitterheten, särskilt Nikolaj Karamzin.
Sina gammalmodiga teorier utlade Sjisjkov i skrifterna Razsuzjdenie o starom i novom slogje rossijskago jazyka (1803) och O krasnorjetjii Sv. Pisanja (Om Bibelns vältalighet, 1810). År 1810 bildade han den litterära föreningen Besieda ljubitelej russkago slova. För sitt fosterländska sinnelag utnämndes han 1812 till statssekreterare efter den störtade Michail Speranskij, deltog i fälttåget 1813 och knöt i Prag förbindelse med västslaviska vetenskapsmän. Han blev 1814 president i vetenskapsakademien och var 1824–28 minister för folkupplysningen. Hans samlade verk utkom 1818–39.

## Fotnoter
1. 1 2 3 4  Педагоги и психологи мира, läs online.[källa från Wikidata]
2. ↑  Aleksandr M. Prochorov (red.), ”Шишков Александр Семёнович”, Большая советская энциклопедия : [в 30 т.], tredje utgåvan, Stora ryska encyklopedin, 1969, läst: 28 september 2015.[källa från Wikidata]